# كلير هوبكنز
كلير هوبكنز (بالإنجليزية: Claire Hopkins)‏ هي طبيبة جِراحة الأنف والأذن والحنجرة بريطانية بمستشفى غاي وأستاذة طب الأنف بكلية كينجز لندن وزميلة كلية الجراحين الملكية. وهي رئيسة الجمعية البريطانية لطب الأنف. خلال جائحة فيروس كورونا 19، أدارت هوبكنز حملة في المملكة المتحدة للتعريف بمرض فقد الشم باعتباره أحد أعراض الإصابة بفيروس كورونا.

## نشأتها وتعليمها
درست هوبكنز علم وظائف الأعضاء والطب في جامعة أوكسفورد ونالت درجة الدكتوراة في الطب عام 2004. وفي أوكسفورد حصلت هوبكنز على جائزة مارتن رونكر في الطب. وتدربت على طب الأنف والأذن والحنجرة في الصندوق الاستئماني لمؤسسة الخدمات الصحية الوطنية لمستشفى سانت توماس ومستشفى غاي، حيث عُينت كزميل في طب الأنف. في بداية حياتها العملية أصبحت جراحة الجيوب الأنفية بالمناظير أمراً أكثر شيوعاً. وفي وقت مبكر من تدريبها الطبي عملت هوبكنز على مراجعة الحسابات الوطنية لجراحة الأنف، التي أجرت خلالها واحدة من أولى دراسات النتائج متعددة التخصصات في جراحة الجيوب. الدراسة، اختبار نتيجة جيوب أنفية (SNOT) 22، هي مقياس لقياس نتيجة النتائج لمعلومات تم جمعها من المريض نفسه، وهو يستخدم الآن على الصعيدين الدولي والوطني.

## أبحاثها وحياتها العملية
عُينت هوبكنز فيما بعد كاستشاري جِراحة أنف وأذن وحنجرة (ENT) في الصندوق الاستئماني لمؤسسة الخدمات الصحية الوطنية لمستشفى سانت توماس ومستشفى غاي. انصب تركيزها حول علم دراسة الأنف، والذي يشار إليه بحرف N في اللغة الإنجليزية في اختصار (ENT) والذي يعني أنف وأذن وحنجرة. في سؤالها عن النقص الملحوظ في نسبة تمثيل المرأة في مجال الطب قالت هوبكنز «لو حصلت على جنيهاً واحداً عن كل مرة يسألني فيها مريض (بعد أن قمت بفحصه وخلال إجراءات الموافقة على الجراحة)، 'هل لي أن أقابل البروفسيور هوبكنز؟ هل هو هنا؟' لكنت تقاعدت منذ وقت طويل». ساعدت هوبكنز في وضع الإرشادات الدولية لإدارة السلائل الأنفية. ذكرت هوبكنز في مقابلة مع طلاب وأطباء مؤسسين في طب الأنف والأذن والحنجرة (SFOUK) «أن الجانب السلبي في كونك متخصص هو أنه بعد قضاء يوم واحد في العيادات الخارجية، أشعر أحياناً كما لو أنني غارقة في المخاط».
في عام 2016، أصبحت هوبكنز أستاذة في طب الأنف.[بحاجة لمصدر] وفي عام 2017، ألقت هوبكنز محاضرة افتتاحية في كلية كينجز لندن، حيث ناقشت خلالها جهودها في فعالية تدخلات جراحة الجيوب. في عام 2019، انتُخبت هوبكنز كرئيسة للجمعية البريطانية لطب الأنف.
خلال جائحة فيروس كورونا 19، ناقشت هوبكنز مرض فقد الشم (فقد حاسة الشم) المدرج في قائمة الأعراض الناتجة عن الإصابة بمرض فيروس كورونا، التي تحث الأشخاص الذين يعانون من فقد الشم على عزل أنفسهم. ذكرت هوبكنز في حديثها مع بي بي سي أن فقد الشم عرض شائع نتيجة الإصابة بفيروس كورونا لدى الشباب، وقد يمثل بداية سريعة لظهور الأعراض دون أن يكون مصحوباً باحتقان الأنف. كما ذكرت أنها لم تلاحظ بشكل خاص عرض احتقان الأنف أو سيلان الأنف لدى المصابين بمرض فيروس كورونا خلال عملها. أشارت بيانات تطبيقات تعقب انتشار فيروس كورونا التي طورتها كلية كينجز لندن أن نحو 60% من الأشخاص الذين أظهرت عيناتهم نتيجة إيجابية لمرض فيروس كورونا فقدوا الإحساس بالشم والتذوق، أي بنسبة أكبر من أولئك الذين ظهرت عليهم أعراض الحمى. قالت هوبكنز أن معظم المصابين تعود إليهم حاسة الشم في غضون أسبوعين. عملت هوبكنز مع مجموعة من المعالجين من مختلف أنحاء أوروبا لفهم الإحساس بالشم لمرضى كورونا بطريقة أفضل. أثبت عمل الفريق معاً أن 95% من الأشخاص فقدوا حاسة الشم بشكل مفاجئ دون وجود أعراض أخرى تؤكد الإصابة بفيروس كورونا. بالعمل مع هيئة المهنيين بالمملكة المتحدة المتمثلة في جراحي الأنف والأذن والحنجرة ومنظمة ذا فيفث سينس الخيرية قدمت هوبكنز المشورة للمرضى الذين يعانون من فقدان حاسة الشم نتيجة الإصابة بفيروس كورونا.
في إبريل 2020، عملت هوبكنز مع نيرمال كومار لإنشاء مشروع علمي مدني (اختبار الشم لكوفيد) (#CovidSmellTest) حيث طُلب من الناس ان يشموا الأشياء المحيطة بهم في المنزل والرجوع لنتائجهم. وجدت هوبكنز بالتعاون مع الاتحاد العالمي للبحوث الحس كيميائية خلال استطلاع أُجري على أكثر من 4000 مصاباً بمرض فيروس كورونا أن 80% من مرضى كوفيد عانوا من فقدان حاسة الشم، بينما عانى نحو 70% منهم من فقدان حاسة التذوق. أعربت هوبكنز عن قلقها بشكل خاص إزاء استمرار العمال الأساسيون في متابعة عملهم خاصة مع إصابتهم بفقدان الشم والذي قد يؤدي بدوره إلى انتشار فيروس كورونا بشكل غير مقصود. في منتصف مايو 2020، زعمت هوبكنز بوجود «إهمال طبي» من قبل الخدمة الصحية الوطنية 111 لعدم اعترافها بفقد الشم كأحد أعراض الإصابة بفيروس كورونا. كما شددت على أن فقد الإحساس بالشم قد يؤدي للاعنزال مما يسبب الاكتئاب. في 8 مايو 2020، اعترفت حكومة المملكة المتحدة بفقد الشم كعرض لمرض فيروس كورونا. عملت هوبكنز مع الجمعية البريطانية لطب الأنف في تقديم سلسلة محاضرات تعليمية عبر الإنترنت للمرضى والممارسين العمومين.

### منشورات مختارة
- هوبكنز، كلير. براون، جون ب. سلاك، روب. لوند، فاليري. براون، بيتر (2007). «نظام تدريج لوند ماكاي لالتهاب الجيوب الأنفية المزمن: كيف يتم استخدامه وماذا يتنبأ به؟». طب الأنف والأذن والحنجرة - جراحة الرأس والعنق. 137 (4): 555-561. doi: 10.1016 / j.otohns.2007.02.004. ISSN 0194-5998.
- هوبكنز، كلير. سلاك، روبرت. لوند، فاليري. براون، بيتر. كوبلي، لين. براون، جون (2009). «نتائج طويلة الأمد من المراجعة المقارنة الوطنية الإنجليزية لجراحة داء السلائل الأنفي والتهاب الجيوب الأنفية المزمن». منظار الحنجرة. 119 (12): 2459-2465.doi:10.1002/lary.20653. ISSN 1531-4995. PMID 19780032.
- هوبكنز، كلير. براون، جون ب. سلاك، روب. لوند، فاليري ج. توبهام، جون؛ ريفز، بارنابي سي. كوبلي، لين بي. براون، بيتر. Meulen ،Jan H. P. van der (2006). «مضاعفات جراحة داء السلائل الأنفي والتهاب الجيوب الأنفية المزمن: نتائج المراجعة الوطنية في إنجلترا وويلز». منظار الحنجرة. 116 (8): 1494-1499. doi:10.1097/01.mlg.0000230399.24306.50. ISSN 1531-4995.

### جوائز وتكريمات
هوبكنز زميلة كلية الجراجين الملكية.

## حياتها الخاصة
هوبكنز متزوجة ولديها طفلين.